# Premi Oscar 2011
L'83ª edizione della cerimonia di premiazione dei Premi Oscar si è tenuta al Kodak Theatre di Los Angeles il 27 febbraio 2011. A condurre la serata sono stati scelti gli attori statunitensi James Franco e Anne Hathaway, entrambi alla loro prima esperienza.
Durante la serata sono stati chiamati ad annunciare i vincitori e/o ad esibirsi Amy Adams, Javier Bardem, Annette Bening, Halle Berry, Cate Blanchett, Russell Brand, Jeff Bridges, Josh Brolin, Sandra Bullock, Kirk Douglas, Robert Downey Jr., Tom Hanks, Hugh Jackman, Scarlett Johansson, Nicole Kidman, Mila Kunis, Jude Law, Zachary Levi, Matthew McConaughey, Alan Menken, Helen Mirren, Mandy Moore, Randy Newman, Gwyneth Paltrow, A.R. Rahman, William Ross, Hilary Swank, Marisa Tomei, Florence Welch, Oprah Winfrey e Reese Witherspoon; Kathryn Bigelow ha presentato il premio miglior regia, mentre Steven Spielberg ha annunciato il premio miglior film. La cerimonia è stata trasmessa in diretta televisiva sul network ABC negli Stati Uniti, mentre in Italia è andata in onda su Sky Cinema.
Le candidature sono state annunciate il 25 gennaio 2011 dall'attrice Mo'Nique, accompagnata dal presidente dell'Academy of Motion Picture Arts and Sciences Tom Sherak. Il 13 novembre 2010 si era tenuta la cerimonia di premiazione degli Oscar alla carriera, assegnati a Kevin Brownlow, Eli Wallach e Jean-Luc Godard, e del premio alla memoria Irving G. Thalberg, assegnato a Francis Ford Coppola.
Il discorso del re è il film che ha ottenuto il maggior numero di candidature (12), venendo premiato in quattro categorie (miglior film, miglior regia, miglior sceneggiatura originale e miglior attore). Quattro volte è stato premiato anche il film Inception, che aveva ottenuto otto candidature. Il film Il Grinta invece, nonostante l'aver ricevuto dieci nomination, non ha trionfato neanche in una categoria.

## Vincitori e candidati
Vengono di seguito indicati in grassetto i vincitori. Ove ricorrente e disponibile, viene indicato il titolo in lingua italiana e quello in lingua originale tra parentesi.

Foto di gruppo per i premiati nelle categorie attori: da sinistra Christian Bale (miglior attore non protagonista per The Fighter), Natalie Portman (migliore attrice protagonista per Il cigno nero); Melissa Leo (miglior attrice non protagonista per The Fighter) e Colin Firth, premiato come miglior attore protagonista per Il discorso del re - Hollywood (California, Stati Uniti), 27 febbraio 2011

### Miglior film
- Il discorso del re (The King's Speech), regia di Tom Hooper
- Il cigno nero (Black Swan), regia di Darren Aronofsky
- The Fighter, regia di David O. Russell
- Inception, regia di Christopher Nolan
- I ragazzi stanno bene (The Kids Are All Right), regia di Lisa Cholodenko
- 127 ore (127 Hours), regia di Danny Boyle
- The Social Network, regia di David Fincher
- Toy Story 3 - La grande fuga (Toy Story 3), regia di Lee Unkrich
- Il Grinta (True Grit), regia di Joel ed Ethan Coen
- Un gelido inverno (Winter's Bone), regia di Debra Granik

### Miglior regia
- Tom Hooper - Il discorso del re (The King's Speech)
- Darren Aronofsky - Il cigno nero (Black Swan)
- Joel ed Ethan Coen - Il Grinta (True Grit)
- David Fincher - The Social Network
- David O. Russell - The Fighter

### Miglior attore protagonista
- Colin Firth - Il discorso del re (The King's Speech)
- Javier Bardem - Biutiful
- Jeff Bridges - Il Grinta (True Grit)
- Jesse Eisenberg - The Social Network
- James Franco - 127 ore (127 Hours)

### Migliore attrice protagonista
- Natalie Portman - Il cigno nero (Black Swan)
- Annette Bening - I ragazzi stanno bene (The Kids Are All Right)
- Nicole Kidman - Rabbit Hole
- Jennifer Lawrence - Un gelido inverno (Winter's Bone)
- Michelle Williams - Blue Valentine

### Miglior attore non protagonista
- Christian Bale - The Fighter
- John Hawkes - Un gelido inverno (Winter's Bone)
- Jeremy Renner - The Town
- Mark Ruffalo - I ragazzi stanno bene (The Kids Are All Right)
- Geoffrey Rush - Il discorso del re (The King's Speech)

### Migliore attrice non protagonista
- Melissa Leo - The Fighter
- Amy Adams - The Fighter
- Helena Bonham Carter - Il discorso del re (The King's Speech)
- Hailee Steinfeld - Il Grinta (True Grit)
- Jacki Weaver - Animal Kingdom

### Miglior sceneggiatura non originale
- Aaron Sorkin - The Social Network
- Danny Boyle e Simon Beaufoy - 127 ore (127 Hours)
- Michael Arndt, John Lasseter, Andrew Stanton e Lee Unkrich - Toy Story 3 - La grande fuga (Toy Story 3)
- Joel ed Ethan Coen - Il Grinta (True Grit)
- Debra Granik e Anne Rosellini - Un gelido inverno (Winter's Bone)

### Miglior sceneggiatura originale
- David Seidler - Il discorso del re (The King's Speech)
- Mike Leigh - Another Year
- Scott Silver, Paul Tamasy e Eric Johnson - The Fighter
- Christopher Nolan - Inception
- Lisa Cholodenko e Stuart Blumberg - I ragazzi stanno bene (The Kids Are All Right)

### Miglior film straniero
- In un mondo migliore (Hævnen), regia di Susanne Bier (Danimarca)
- Biutiful, regia di Alejandro González Iñárritu (Messico)
- Dogtooth (Κυνόδοντας), regia di Yorgos Lanthimos (Grecia)
- La donna che canta (Incendies), regia di Denis Villeneuve (Canada)
- Uomini senza legge (Hors-la-loi), regia di Rachid Bouchareb (Algeria)

### Miglior film d'animazione
- Toy Story 3 - La grande fuga (Toy Story 3), regia di Lee Unkrich
- Dragon Trainer (How to Train Your Dragon), regia di Chris Sanders e Dean DeBlois
- L'illusionista (The Illusionist), regia di Sylvain Chomet

### Miglior fotografia
- Wally Pfister - Inception
- Matthew Libatique - Il cigno nero (Black Swan)
- Danny Cohen - Il discorso del re (The King's Speech)
- Jeff Cronenweth - The Social Network
- Roger Deakins - Il Grinta (True Grit)

### Miglior scenografia
- Robert Stromberg e Karen O'Hara - Alice in Wonderland
- Stuart Craig e Stephenie McMillan - Harry Potter e i Doni della Morte - Parte 1 (Harry Potter and the Deathly Hallows: Part I)
- Guy Hendrix Dyas, Larry Dias e Douglas A. Mowat - Inception
- Eve Stewart e Judy Farr - Il discorso del re (The King's Speech)
- Jess Gonchor e Nancy Haigh - Il Grinta (True Grit)

### Migliori costumi
- Colleen Atwood - Alice in Wonderland
- Antonella Cannarozzi - Io sono l'amore
- Jenny Beavan - Il discorso del re (The King's Speech)
- Sandy Powell - The Tempest
- Mary Zophres - Il Grinta (True Grit)

### Miglior trucco
- Rick Baker e Dave Elsey - Wolfman (The Wolfman)
- Adrien Morot - La versione di Barney (Barney's Version)
- Edouard F. Henriques, Greg Funk e Yolanda Toussieng - The Way Back

### Migliori effetti speciali
- Chris Corbould, Andrew Lockley, Pete Bebb e Paul J. Franklin - Inception
- Ken Ralston, David Schaub, Carey Villegas e Sean Phillips - Alice in Wonderland
- Tim Burke, John Richardson, Christian Manz e Nicolas Aithadi - Harry Potter e i Doni della Morte - Parte 1 (Harry Potter and the Deathly Hallows: Part I)
- Michael Owens, Bryan Grill, Stephan Trojansky e Joe Farrell - Hereafter
- Janek Sirrs, Ben Snow, Ged Wright e Daniel Sudick - Iron Man 2

### Miglior montaggio
- Kirk Baxter e Angus Wall - The Social Network
- Jon Harris - 127 ore (127 Hours)
- Andrew Weisblum - Il cigno nero (Black Swan)
- Pamela Martin - The Fighter
- Tariq Anwar - Il discorso del re (The King's Speech)

### Miglior sonoro
- Lora Hirschberg, Gary Rizzo e Ed Novick - Inception
- Paul Hamblin, Martin Jensen e John Midgley - Il discorso del re (The King's Speech)
- Jeffrey J. Haboush, William Sarokin, Scott Millan e Greg P. Russell - Salt
- Ren Klyce, David Parker, Michael Semanick e Mark Weingarten - The Social Network
- Skip Lievsay, Craig Berkey, Greg Orloff e Peter F. Kurland - Il Grinta (True Grit)

### Miglior montaggio sonoro
- Richard King - Inception
- Tom Myers e Michael Silvers - Toy Story 3 - La grande fuga (Toy Story 3)
- Gwendolyn Yates Whittle e Addison Teague - Tron: Legacy
- Skip Lievsay e Craig Berkey - Il Grinta (True Grit)
- Mark P. Stoeckinger - Unstoppable - Fuori controllo (Unstoppable)

### Migliore colonna sonora
- Trent Reznor e Atticus Ross - The Social Network
- Allah Rakha Rahman - 127 ore (127 Hours)
- John Powell - Dragon Trainer (How to Train Your Dragon)
- Hans Zimmer - Inception
- Alexandre Desplat - Il discorso del re (The King's Speech)

### Miglior canzone
- We Belong Together, scritta ed eseguita da Randy Newman - Toy Story 3 - La grande fuga (Toy Story 3)
- If I Rise, di Allah Rakha Rahman (musiche), Rollo Armstrong e Dido (testi), eseguita da Rollo Armstrong e Dido - 127 ore (127 Hours)
- Coming Home, di Bob DiPiero, Tom Douglas, Hillary Lindsey e Troy Verges, eseguita da Leighton Meester - Country Strong
- I See the Light, di Alan Menken (musiche) e Glenn Slater (testi), eseguita da Mandy Moore e Zachary Levi - Rapunzel - L'intreccio della torre (Tangled)

### Miglior documentario
- Inside Job, regia di Charles Ferguson
- Exit Through the Gift Shop, regia di Banksy
- Gasland, regia di Josh Fox
- Restrepo - Inferno in Afghanistan (Restrepo), regia di Tim Hetherington e Sebastian Junger
- Waste Land, regia di Lucy Walker

### Miglior cortometraggio
- God of Love, regia di Luke Matheny
- The Confession, regia di Tanel Toom
- The Crush, regia di Michael Creagh
- Na Wewe, regia di Ivan Goldschmidt
- Wish 143, regia di Ian Barnes

### Miglior cortometraggio documentario
- Strangers No More, regia di Karen Goodman e Kirk Simon
- Killing in the Name, regia di Jed Rothstein
- Poster Girl, regia di Sara Nesson
- Sun Come Up, regia di Jennifer Redfearn
- The Warriors of Qiugang, regia di Ruby Yang

### Miglior cortometraggio d'animazione
- The Lost Thing, regia di Andrew Ruhemann e Shaun Tan
- Quando il giorno incontra la notte (Day & Night), regia di Teddy Newton
- Il Gruffalo (The Gruffalo), regia di Max Lang e Jakob Schuh
- Let's Pollute, regia di Geefwee Boedoe
- Madagascar, carnet de voyage, regia di Bastien Dubois

## Premi speciali

### Oscar onorario
- Kevin Brownlow, Jean-Luc Godard e Eli Wallach.

### Premio alla memoria Irving G. Thalberg
- Francis Ford Coppola